# Stefan Forss
Stefan Forss, född 1946, är en filosofie doktor i fysik och docent vid Försvarshögskolan, Finland.
Forss är professor, ledande forskare i säkerhets- och försvarspolitik, med inriktning på kärnvapen och vapenkontroll. Han har länge samarbetat med försvarsmakten och veteranorganisationer och är medlem i Finlands krigsvetenskapliga samfund, samt i svenska Kungliga Krigsvetenskapsakademien. Han har skrivit manus till bland annat Åke Lindmans sista filmer Framom främsta linjen (2004) och Tali-Ihantala 1944 (2007).